# Větrná energetika

Celosvětový kumulativní instalovaný výkon větrných elektrárenv gigawattech. (Zdroj dat: GWEC, Global Cumulative Installed Capacity).

Větrná energetika je obor energetiky, který se zabývá návrhem, výrobou, konstrukcí a provozem větrných turbín. Moderní větrná energetika začala v roce 1979 sériovou výrobou větrných turbín dánskými výrobci. Toto odvětví v současné době prochází obdobím rychlého rozvoje.

## Přehled
Větrná energetika je odvětví zabývající se projektováním, výrobou, konstrukcí a údržbou větrných turbín a dalších zařízení pro výrobu energie. Ačkoli je odvětví ve srovnání s odvětvím konvenčních technologií výroby energie (vodní, uhelné, plynové a jaderné) malé, roste mnohem rychleji (v letech 2002 až 2007 o 25 % ročně).
Moderní větrná energetika začala v roce 1979 sériovou výrobou větrných turbín dánskými výrobci Kuriant, Vestas, Nordtank a Bonus. Zpočátku byla většina těchto prvních turbín instalována v západním Dánsku. Kalifornie v USA zažila boom větrné energetiky v letech 1982 až 1986, kdy byly instalovány tisíce dánských a amerických větrných turbín v masivních soustavách. V polovině 80. let se do větrné energetiky zapojila také Indie, zatímco Německo a Španělsko od počátku 90. let postupně rozvíjely domácí odvětví větrné energetiky.
V současné době prochází odvětví větrné energetiky obdobím rychlé globalizace a konsolidace, přičemž většina nedávného rozvoje větrných elektráren probíhá mimo starší zavedené trhy. Několik velkých společností s tržní kapitalizací větší než celé odvětví větrné energetiky jako takové (General Electric, Siemens, BP) nyní realizuje rozsáhlé investice do větrné energetiky. Aby bylo možné čelit celosvětovému nedostatku dodávek větrných turbín, objevují se stále noví výrobci větrných turbín a co nejrychleji zvyšují výrobu svých nových modelů větrných turbín.

## Větrná energetika v číslech

### Instalovaný výkon
Údaje o celkovém instalovaném výkonu v jednotlivých státech světa
| Stát                          | 2005   | 2006   | 2007   | 2008    | 2014    | 2018    | 2019    | 2020    |
| ----------------------------- | ------ | ------ | ------ | ------- | ------- | ------- | ------- | ------- |
| Spojené státy americké        | 9 149  | 11 603 | 16 818 | 25 170  | 65 879  | 94 417  | 103 571 | 117 744 |
| Německo                       | 18 415 | 20 622 | 22 247 | 23 903  | 39 165  | 59 311  | 61 357  | 62 184  |
| Španělsko                     | 10 028 | 11 615 | 15 145 | 16 740  | 22 987  | 23 494  | 25 808  | 27 089  |
| Čína                          | 1 260  | 2 604  | 6 050  | 12 210  | 114 763 | 211 392 | 236 320 | 281 993 |
| Indie                         | 4 430  | 6 270  | 8 000  | 9 587   | 22 465  | 35 129  | 37 506  | 38 559  |
| Itálie                        | 1 718  | 2 123  | 2 726  | 3 736   | 8 663   | 9 958   | 10 512  | 10 839  |
| Francie                       | 757    | 1 567  | 2 454  | 3 404   | 10 358  | 15 309  | 16 643  | 17 382  |
| Spojené království            | 1 332  | 1 963  | 2 389  | 3 288   | 13 603  | 20 970  | 23 515  | 24 665  |
| Dánsko & Faerské ostrovy      | 3 136  | 3 140  | 3 129  | 3 160   | 5 063   | 5 758   | 6 128   | 6 235   |
| Portugalsko                   | 1 022  | 1 716  | 2 150  | 2 862   | 5 079   | 5 380   | 5 437   | 5 239   |
| Kanada                        | 683    | 1 459  | 1 856  | 2 369   | 11 205  | 12 816  | 13 413  | 13 577  |
| Nizozemsko                    | 1 219  | 1 560  | 1 747  | 2 225   | 3 431   | 4 471   | 4 600   | 6 600   |
| Japonsko                      | 1 061  | 1 394  | 1 538  | 1 880   | 3 038   | 3 661   | 3 923   | 4 206   |
| Austrálie                     | 708    | 817    | 824    | 1 494   | 4 187   | 5 362   | 6 199   | 9 457   |
| Švédsko                       | 510    | 572    | 788    | 1 067   | 5 088   | 7 300   | 8 681   | 9 688   |
| Irsko                         | 496    | 745    | 805    | 1 245   |         | 2 877   | 3 589   | 4 113   |
| Rakousko                      | 819    | 965    | 982    | 995     |         | 3 133   | 3 224   | 3 224   |
| Řecko                         | 573    | 746    | 871    | 990     |         | 2 877   | 3 589   | 4 113   |
| Polsko                        | 83     | 153    | 276    | 472     |         | 5 766   | 5 837   | 6 267   |
| Turecko                       | 20     | 51     | 146    | 333     |         | 7 005   | 7 591   | 8 832   |
| Norsko                        | 267    | 314    | 333    | 428     |         | 1 710   | 2 914   | 3 977   |
| Belgie                        | 167    | 193    | 287    | 384     |         | 3 268   | 3 863   | 4 692   |
| Egypt                         | 145    | 230    | 310    | 390     |         | 750     | 1 125   | 1 375   |
| Tchaj-wan                     | 104    | 188    | 282    | 358     |         | 692     | 713     | 845     |
| Brazílie                      | 29     | 237    | 247    | 338     |         | 12 304  | 14 843  | 15 438  |
| Nový Zéland                   | 169    | 171    | 322    | 325     |         | 689     | 689     | 689     |
| Jižní Korea                   | 98     | 173    | 191    | 278     |         | 1 215   | 1 420   | 1 512   |
| Bulharsko                     | 6      | 20     | 35     | 158     |         | 698     | 699     | 703     |
| Česko                         | 28     | 50     | 116    | 150     |         | 308     | 316     | 339     |
| Finsko                        | 82     | 86     | 110    | 140     |         | 2 044   | 2 041   | 2 284   |
| Maroko                        | 64     | 124    | 114    | 125     |         | 1 023   | 1 225   | 1 225   |
| Maďarsko                      | 18     | 61     | 65     | 127     |         | 329     | 329     | 323     |
| Ukrajina                      | 77     | 86     | 89     | 90      |         | 553     | 621     | 1 258   |
| Mexiko                        | 3      | 88     | 87     | 85      |         | 4 199   | 4 875   | 6 591   |
| Írán                          | 23     | 48     | 66     | 82      |         | 259     | 282     | 302     |
| Kostarika                     | 71     | 74     | 74     | 74      |         | 378     | 408     | 411     |
| zbytek Evropy                 | 129    | 163    |        |         |         |         |         |         |
| zbytek Ameriky                | 109    | 109    |        |         |         |         |         |         |
| zbytek Asie                   | 38     | 38     |        |         |         |         |         |         |
| zbytek Afriky + Blízký východ | 31     | 31     |        |         |         |         |         |         |
| zbytek Oceánie                | 12     | 12     |        |         |         |         |         |         |
| Svět celkem (MW)              | 59 091 | 74 223 | 93 849 | 121 188 | 349 300 | 563 830 | 622 249 | 733 276 |

### Největší větrná elektrárna na světě
Zatím největší větrnou farmu na světě mají v Texasu (USA). Byla spuštěna 1. října 2009. Větrná farma Roscoe má výkon 781,5 MW a je tvořena 627 větrnými turbínami. Z elektrárny Roscoe může čerpat elektřinu až 230 000 domácností 

### Nejvyšší pokrytí výroby elektřiny pomocí větru
Španělská energetika zaznamenala ráno 30. prosince 2009 rekord, energie z větrných elektráren tam pokryla přes 54 procent celkové poptávky po elektřině. To odpovídalo výkonu přes 10.000 megawattů. [nedostupný zdroj]

## Debata o využití větrné energie
Vítr je obnovitelný zdroj energie.

### Argumenty zastánců větrné energie
- Při využití energie větru se do atmosféry neuvolňuje oxid uhličitý ani jiné nečistoty.[13]

- Větrná elektrárna k výrobě elektřiny nepotřebuje palivo. Vítr je na rozdíl od fosilních paliv zdarma. Jeho přeměna na energii elektrickou je sice momentálně dražší, nicméně to je způsobeno uměle tím, že u energie z fosilních paliv cena nezahrnuje všechny vznikající negativní externality (není zohledněno zejména poškození životního prostředí a vyčerpávání klíčového průmyslového zdroje).[13]

- Provoz větrných elektráren je bezpečný v tom smyslu, že nehrozí riziko zamoření jako v případě havárie jaderné elektrárny, nebo znečištění životního prostředí a úniky jedovatých látek jako u tepelných elektráren na fosilní paliva.[13]

- Výstavba větrných elektráren představuje dekoncentraci velkých zdrojů elektřiny na více malých.[13]

- Dle studie Royal Society for the Protection of Bird dojde ročně k jedné až dvěma kolizím ptáka s větrnou turbínou (přepočteno na jeden stroj).[13]

- Moderní větrné elektrárny nové koncepce jsou schopny fungovat bez mechanické převodovky, která byla ve starších strojích zdrojem hluku. Obejdou se také bez dalšího zdroje hluku, kterým bylo nucené chlazení přídavnými ventilátory. Vystačí totiž s pasivním systémem vzduchového chlazení.[14]. Základním zdrojem hluku tak zůstávají neodstranitelné aerodynamické hluky, způsobené obtékáním dříku konstrukce a gondoly v kombinaci se svistem rotorových listů.

- Výkon moderních větrných elektráren je regulovatelný na základě vnějšího signálu[14] a umožňuje tak spolupráci i se slabými sítěmi (na úkor toho, že se část disponibilní větrné energie nepřemění na elektrickou).[13]

- Větrné elektrárny nahrazují (v poměru svých středních výkonů tedy pouze asi 0,03%) část kapacity tepelných elektráren.[13]

- Větrné elektrárny v krajině zviditelňují místa, kde si lidé uvědomují důležitost využívání obnovitelných zdrojů energie.[zdroj?] Toto může mít svůj objektivně vyčíslitelný dopad ve formě zvýšení příjmů z turistiky. Jen do Jindřichovic pod Smrkem se na dvě 600 kW větrné elektrárny během prvního roku provozu přijelo podívat přes 12 tisíc lidí.[15][16][17]

- Vyvíjejí se nové technologie umožňující dostatečně efektivní ukládání elektrické energie z větrných elektráren, což by mělo snížit jejich nejzásadnější nevýhodu - nepravidelnost chodu[13] (např. viz pokusná větrná farma na King Islandu).

- Účinnost větrných elektráren (40-45%) je podobná jako u moderních parních elektráren, kde není využito odpadní teplo (43%[18]).[19][20]
- Výhodnost větrných elektráren roste s klesající cenou technologií obnovitelných zdrojů.

- Podle Břetislava Koče se průměrné využití instalované kapacity větrných elektráren v ČR pohybuje kolem 26 %, moderní stroje na výjimečně větrných lokalitách pak vykazují až 36% využití instalované kapacity.[21]

### Argumenty odpůrců větrné energie

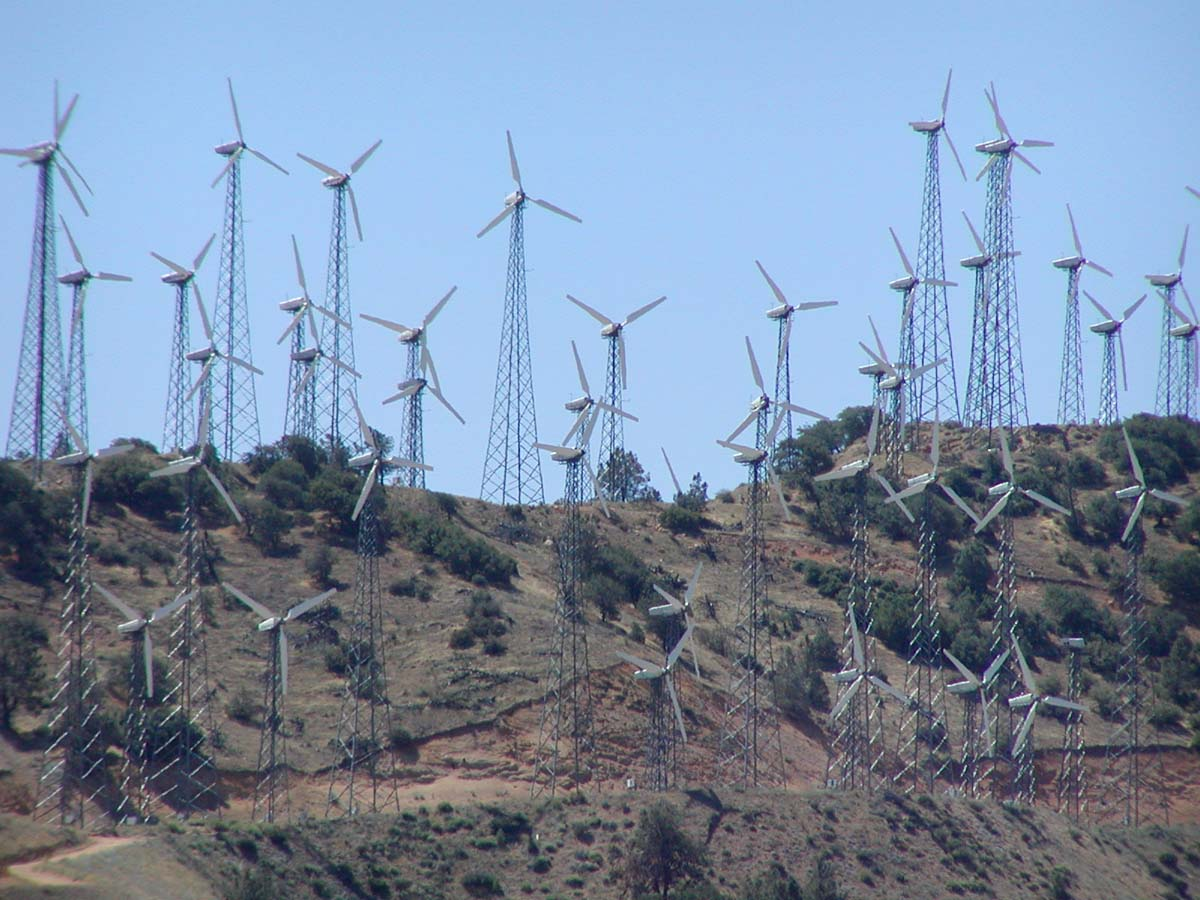
Starší větrná farma v Tehachapi (Kalifornie)

- Nízký koeficient ročního využití větrných elektráren. V ČR je celkový roční koeficient využití větrných pouze 12,71 % (data za rok 2007 podle ČSÚ).

- Větrné elektrárny lze stavět pouze v místech, kde má větrné proudění potřebné parametry. Tato místa se obvykle nacházejí daleko od místa spotřeby a proto je třeba postavit nové vedení k těmto elektrárnám.

- VE sice neprodukují skleníkové plyny, produkce CO2 za celý životní cyklus VE (počítaje v to jejich výrobu/instalaci/demontáž) je ale v přepočtu na jednotku vyrobené energie téměř stejná, jako např.: u elektráren jaderných.[22] (Dle názoru příznivců VE při zanedbání externalit a produkce skleníkových plynů při dobývání a přepravě paliva a likvidaci produktů tepelných elektráren). Oproti tomu vodní a jaderné elektrárny jsou, co se týče externalit, s větrnými nejméně srovnatelné, čímž se zabývá kupříkladu tato švédská studie:[23]

- Větrné elektrárny mají poměrně malý výkon (oproti jaderným, tepelným, či vodním) a proto by jich bylo třeba postavit velký počet, aby dodávaly potřebné množství energie pro pokrytí celé spotřeby ČR, jež činí cca 57,7 TWh/rok.[24] Nejen z důvodu nedostatku vhodných lokalit nikdy nemohou být a nebudou jediným, ani hlavním zdrojem elektrické energie pro celou ČR.

- Vítr fouká dle Weibullova rozdělení,[zdroj?] nominální parametry elektrárny je tedy nutno přizpůsobit průměrné rychlosti větru pro danou instalaci, aby bylo dosaženo maximálního zisku energie. Současné náklady na výrobu 1 kWh klesly z 30 centů na 7-9 centů (23 - 30 %), některé údaje uvádějí cenu 4,7 až 7,2 centu, což je méně než u konvenčních tepelných elektráren.[25] V této ceně však nejsou zohledněny náklady na zálohy.

- Měrné investiční náklady, vztažené na odvedenou práci, jsou pro VE přiměřeně vysoké. Takže cena, za níž dnes vyrábíme elektřinu z větru, už je na úrovni některých uhelných elektráren.[26]

| Elektrárna                    | Investiční náklady [Kč/kW] | Koeficient ročního využití [%]              | Měrné investiční náklady, vztažené k plánované životnosti zdroje [Kč/kWh] |
| ----------------------------- | -------------------------- | ------------------------------------------- | ------------------------------------------------------------------------- |
| VE Jindřichovice, Enercon E40 | 51 000                     | 19                                          | 1,50                                                                      |
| VE Nová Ves, REpower MD70     | 33 000[zdroj?]             | 33[zdroj?]                                  | 0,58[zdroj?]                                                              |
| JE Temelín                    | 50 000                     | 69,5                                        | 0,29[zdroj?]                                                              |
| VE v USA                      | 1 000 USD                  | 33, nové zdroje z roku 2006 v průměru až 36 | 4,7-7,2 centu                                                             |

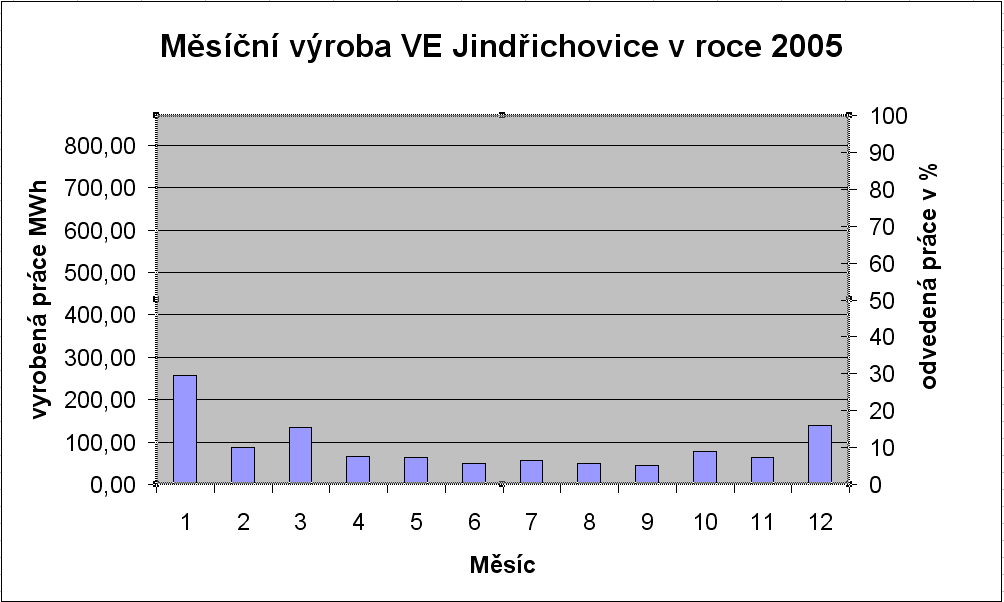
Odvedená práce pro farmu VE Jindřichovice, data roku 2005. Graf je v měřítku nominální práce, odpovídající instalovanému výkonu

- Výstavba větrných elektráren vede ke zvýšení nákladů na rozvod elektrické energie a zálohování jejích výpadků. Dochází ke zvýšení energetických ztrát.[zdroj?] V důsledku většího zatížení sítí a současně nastává nutnost jejich posilování. To vše má za následek dodatečné náklady, které opět zaplatí zákazník. V důsledku stavby VE dochází k decentralizaci zdrojů a vyrobenou energii tak (v době, kdy VE dodává dostatečný výkon) není nutno přepravovat na velké vzdálenosti. V lokalitách, kde byly vybudovány větrné elektrárny odvádějí provozovatelé VE finanční kompenzace místním samosprávám, z čehož opět profitují místní obyvatelé, ovšem jen díky zaručené výkupní ceně na úkor ostatních spotřebitelů nebo daňových poplatníků.

- Při masivním rozšíření větrných elektráren[zdroj?] vede každá změna rychlosti proudění v místě jedné konkrétní VE k změnám dodávaného výkonu, zhoršujícím stabilitu energosoustavy. Vzhledem k tomu, že změny rychlosti proudění nenastávají u všech VE současně, nejedná se o prudké změny. Jako příklad lze uvést soustavu Německa, která je prostředky německých zdrojů neregulovatelná a na jejíž stabilizaci se významným způsobem podílí také české zdroje. Dochází také ke zvýšení rizika havárií v elektrizační soustavě. (V Česku však není tolik vhodných lokalit, takže nemohou hrát tak významnou roli jako v Německu). Co se JETE či JEDU týká, nevypadávají a nenabíhají několikrát za hodinu z nuly do maxima, výpadek bloku se vykrývá HDO a aktivací náhradního zdroje z horké rezervy.

- VE nevypadnou sice prakticky nikdy všechny najednou, ale výkon větší než 20% nominálního výkonu dodávají v podmínkách ČR jen přibližně po 20% doby jejich připojení do energetické soustavy. Jejich výpadek nemá takový dopad jako výpadek jediného bloku JETE, ale zálohovací kapacity jsou jejich výpadky blokovány po 80% doby jejich provozu (oproti cca 20% doby provozu JE).[zdroj?]

- Větrné elektrárny narušují životní prostředí ve svém okolí. Rotující vrtule zabíjejí ptáky a netopýry, ale počty těchto úmrtí je nutné vnímat v kontextu ostatních zdrojů nebo dalších oblastí lidské činnosti (např. doprava), které mají na svědomí mnohem více úmrtí živočichů než větrné elektrárny.[30] Hluk (a v případě ptáků i samotná existence) větrných elektráren pravděpodobně ruší živočichy, a tak zmenšuje jejich životní prostor a schopnost reprodukce. Narušují i jejich pastvu.[31] Otřesy z provozu se dříkem a základovou deskou roznášejí do okolí.

- Větrné elektrárny jsou srovnatelně hlučné jako ostatní typy elektráren,[zdroj?] ale při stejném výkonu zabírají mnohonásobně větší plochu. Infrazvuk se šíří na větší vzdálenosti. Toto porovnání je však sporné, neboť větrné elektrárny ke svému provozu nepotřebují těžbu (jen pro svou výrobu a těžbu surovin) a dopravu paliva, která je mnohonásobně hlučnější než libovolná větrná elektrárna a je rovněž prostorově náročnější, než samotný zdroj.[zdroj?]

- Větrné elektrárny, spatřováno ze subjektivního úhlu pohledu, hyzdí krajinu. Jsou však také vyhledávaným turistickým cílem.[32]

- V procházejícím slunečním světle produkují otáčející se lopatky v krajině rušivé přebíhající stíny. V odraženém světle vzniká rušivý „diskotékový“ efekt, potlačovaný u moderních strojů matovými nátěry. Odstranění tohoto jevu je sice možné realizovat vhodným tvarem rotoru,[33] ale za cenu výrazného nárůstu ceny za instalovaný výkon (například přes 100 000 Kč na instalovaný kW u rotorů Taawin).

- Námraza odletující z větrných elektráren může ohrožovat život či majetek.[34] Proto se větrné elektrárny staví v bezpečné vzdálenosti od lidských sídel a v okolí jsou rozmístěny cedule upozorňující na toto nebezpečí.

- Při velkém větru může dojít k celkové destrukci rotoru a následně celé větrné elektrárny.

- Může dojít i k dlouhodobějším změnám povětrnostních podmínek.[35]

(Uvedené argumenty platí všeobecně, jejich váha se však v různých podmínkách liší. Nezpochybňují tedy, že stavba větrných elektráren může být v některých případech - zejména v přímořských oblastech a horských průsmycích - ekonomicky efektivní.)